# جوليان غافين
جوليان غافين (بالإنجليزية: Julian Gavin)‏ هو مغني أوبرا أسترالي، ولد في 1965.

## وصلات خارجية
- جوليان غافين على موقع ميوزك برينز (الإنجليزية)
- جوليان غافين على موقع أول ميوزيك (الإنجليزية)
- جوليان غافين على موقع ديسكوغز (الإنجليزية)